# Пограничный (Гродненская область)
Пограни́чный (бел. Паграні́чны; до 1978 года — Берестовица) — агрогородок в Берестовицком районе Гродненской области Беларуси. Административный центр Пограничного сельсовета. Железнодорожная станция на линии Волковыск — Большая Берестовица.

## География

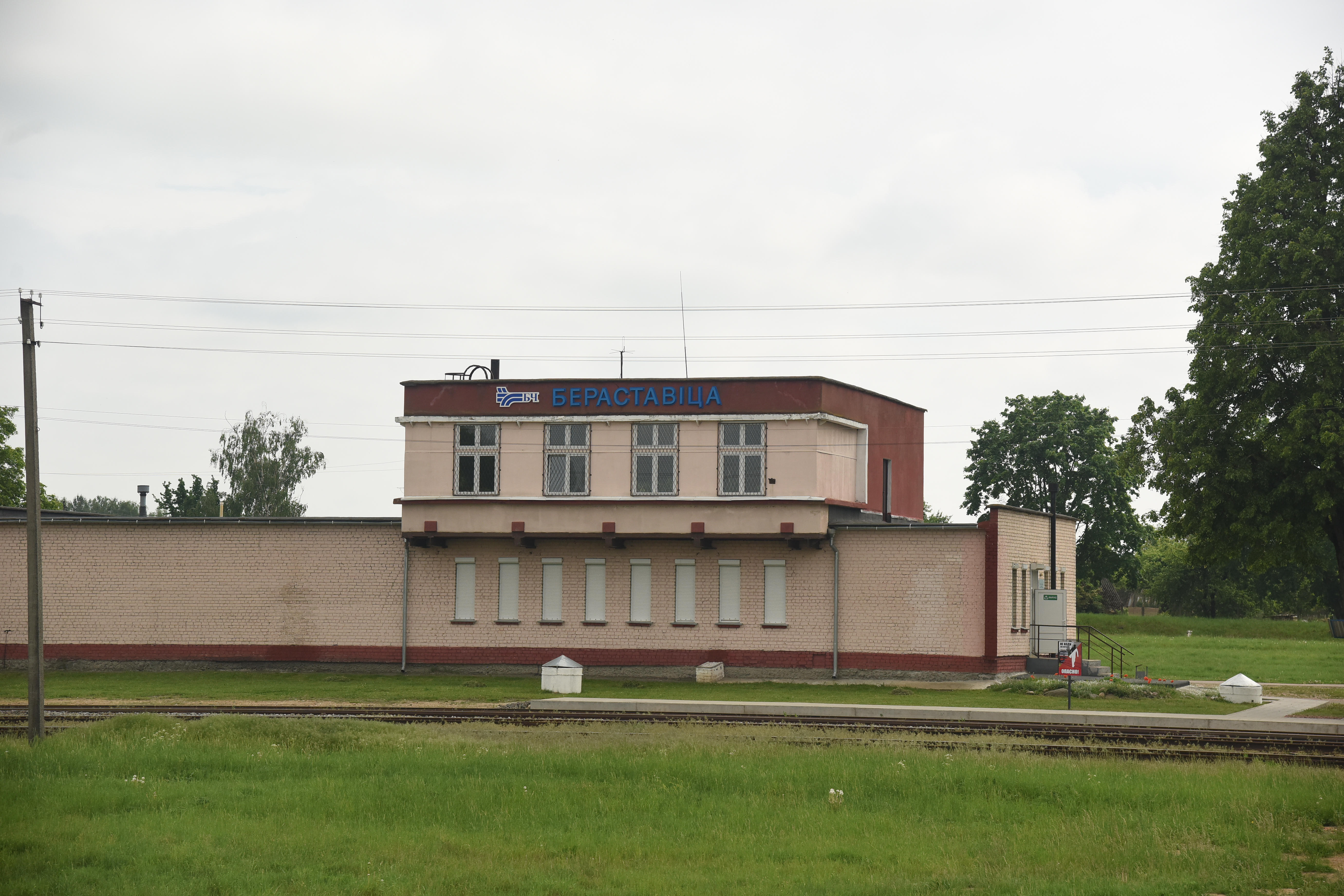
Жд станция Берестовица

В 8 км к югу от городского посёлка Большая Берестовица, 71 км от Гродно.
Автодорогами соединён с Белостоком (Польша), Волковыском, Большой Берестовицей и Свислочью.
Железнодорожная станция на линии Волковыск — Большая Берестовица.

## История
- Образован в 1885 как железнодорожная станция Берестовица со строительством участка железной дороги Волковыск—Белосток.
- В 1921—1939 в составе Польши в Гродненском повете Белостокского воеводства.
- С 1939 в составе БССР, с 1940 посёлок, с 1975 рабочий посёлок.
- Указом Президиума Верховного Совета Белорусской ССР с 28 марта 1978 года рабочий посёлок Берестовица Берестовицкого района Гродненской области переименован в рабочий посёлок Пограничный (с 30 декабря 1975 года по 28 марта 1978 года)[3].
- В 2007 году рабочий посёлок Пограничный отнесён к категории сельских населённых пунктов — посёлок Пограничный[4], в связи с этим упразднён Пограничный поселковый Совет и образован Пограничный сельсовет[5].
- В 2009 года посёлок Пограничный преобразован в агрогородок[2].

## Население

### Численность
- 2019 год — 1 414 жителей

### Динамика
- 2019 год — 1 414 жителей (перепись населения)